# LyondellBasell
LyondellBasell Industries, «Лайонделл бэзел индастрис» — международная нефтехимическая компания. Зарегистрирована в Нидерландах, основные операционные центры находятся в Лондоне (Великобритания), Хьюстоне (Техас, США) и Роттердаме (Нидерланды). В списке крупнейших компаний мира Forbes Global 2000 за 2022 год заняла 296-е место.

## История
Основана в 2007 году в результате поглощения нидерландской компанией Basell Polyolefins американской химической компании Lyondell Chemical.
Старейшее предприятие, нефтеперерабатывающий завод в Хьюстоне, начало работу в 1919 году; завод был построен нефтяной компанией Sinclair Oil & Refining Company. В 1936 году Sinclair и ещё несколько нефтяных компаний объединились в Richfield Oil Corporation. Название «Лайонделл» появилось в 1955 году, когда Richfield Oil Corporation приобрела загородний клуб Lyondell Country Club и построила на его месте нефтехимический завод. В 1966 году в результате слияния Richfield с Atlantic Refining Company образовалась ARCO. В 1985 году ARCO из предприятий по производству олефинов сформировала дочернюю компанию Lyondell Chemical Company, в 1989 году половина её акций была размещена на бирже, а в 1997 году продана и вторая половина. Lyondell создала три крупных совместных предприятия: с CITGO (дочерней компанией венесуэльской PDVSA в США), Millennium Chemicals и BASF; впоследствии доли партнёров были выкуплены.
На 2007 год Lyondell Chemical была третьей по объёму производства нефтехимической компанией в США, выпускала этилен, полиэтилен, стирол, пропилен и т. д. В июле 2007 года было объявлено о том, что подконтрольная американскому бизнесмену советского происхождения Леонарду Блаватнику нидерландская компания Basell, крупнейший в мире производитель полипропилена и полиолефинов, договорилась о покупке американской Lyondell Chemical за $12,66 млрд (с учётом долгов — $19 млрд). Сделка была завершена в декабре 2007 года.
В ноябре 2009 года стало известно, что крупный индийский нефтегазовый холдинг Reliance Industries миллиардера Мукеша Амбани сделал предложение о покупке контрольного пакета акций обанкротившейся LyondellBasell. Индийский предприниматель, по информации Financial Times, предлагал за контролирующую долю в компании около $10 млрд.
В апреле 2010 года компания завершила реорганизацию, была зарегистрирована в Нидерландах, в октябре того же года её акции были размещены на Нью-Йоркской фондовой бирже. В 2018 году за 2,25 млрд долларов была куплена компания A. Schulman.

## Собственники и руководство
LyondellBasell контролируется компанией Access Industries Леонарда Блаватника.

## Деятельность
Основные подразделения по состоянию на 2021 год:
- Олефины и полиолефины в США — производство олефинов и их полимеров (полиэтилена, полипропилена) на предприятиях в США; выручка 15,0 млрд долларов.
- Олефины и полиолефины в других регионах — производство олефинов и их полимеров на предприятиях в Европе и Азии; выручка 13,5 млрд долларов.
- Промежуточные и производные вещества — производство таких веществ, как оксид пропилена, оксид этилена, стирол, этилен гликоль, уксусная кислота; выручка 10,2 млрд долларов.
- Полимерная продукция — готовые изделия из полипропилена и других полимеров; выручка 5,1 млрд долларов.
- Нефтепереработка — производство нефтепродуктов (бензина, дизельного топлива) на НПЗ в Хьюстоне, перерабатывает 231 тыс. баррелей нефти в сутки; выручка 8,0 млрд долларов.
- Технологии — разработка и лицензирование технологических процессов химического производства, продажа катализаторов; выручка 0,8 млрд долларов.

Крупнейшие предприятия находятся в США и Европе: Техас (12), Луизиана (2), Айова, Иллинойс, Нью-Джерси (по одному); Германия (6), Нидерланды (3), Франция (2), Италия (2), Великобритания и Испания (по одному); ещё по одному находится в Китае и Австралии.
Выручка за 2021 год составила 46,2 млрд долларов, её географическое распределение: США — 22,5 млрд долларов, Германия — 3,4 млрд долларов, Китай — 2,3 млрд долларов, Италия — 1,8 млрд долларов, Мексика — 1,6 млрд долларов, Франция, Япония и Нидерланды — по 1,4 млрд долларов, Польша — 1,2 млрд долларов.
|                | 2007  | 2008   | 2009   | 2010  | 2011  | 2012  | 2013  | 2014  | 2015  | 2016  | 2017  | 2018  | 2019  | 2020  | 2021  |
| -------------- | ----- | ------ | ------ | ----- | ----- | ----- | ----- | ----- | ----- | ----- | ----- | ----- | ----- | ----- | ----- |
| Оборот         | 17,12 | 50,71  | 30,83  | 38,94 | 48,18 | 45,35 | 44,06 | 45,61 | 32,74 | 29,18 | 34,48 | 39,00 | 34,73 | 27,75 | 46,17 |
| Чистая прибыль | 0,661 | -7,343 | -2,872 | 9,823 | 2,472 | 2,858 | 3,860 | 4,172 | 4,479 | 3,847 | 4,895 | 4,698 | 3,397 | 1,427 | 5,617 |
| Активы         | 39,73 | 28,65  | 27,76  | 25,30 | 22,84 | 24,22 | 27,30 | 24,22 | 22,76 | 23,44 | 26,21 | 28,28 | 30,44 | 35,40 | 36,74 |